# Ирак Персидский

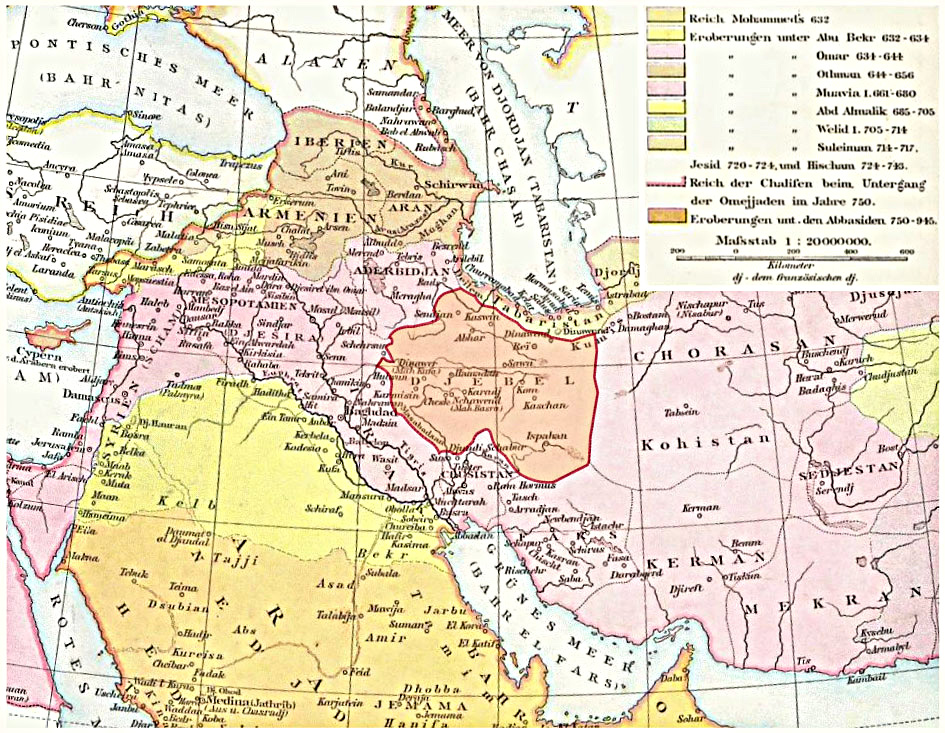
Джебель (Djebel) — одно из названий Персидского Ирака

Ира́к Перси́дский, Ира́к-и Аджа́м(и) (перс. عراق عجم [عجمي]‎), Ира́к аль-’А́джам (араб. عراق العجم‎ — «неарабский [персидский] Ирак»), Джиба́ль (араб. جبال‎ — букв. «горы») — термин, которым в Средневековье обозначали географическую область на западе современного Ирана. Географы (аль-Истахри, Ибн Хаукаль, аль-Мукаддаси, Йакут аль-Хамави, В. Ф. Минорский, Дж. Х. Крамерс, Г. Виет) описывали Персидский Ирак как регион, который на юге граничит с Фарсом и Хузестаном, с Месопотамией (то есть с Ираком) на западе, с Азербайджаном, Дайламом и Кумисом на севере и с Кохе-Каргасом и Деште-Кевиром на западе. Таким образом Персидский Ирак соответствует древнему этногеографическому региону Мидия. Название «Ирак» относительно этой области сохраняется на протяжении веков, а в последнее время так называют район к юго-западу от Тегерана, одним из важных городов которого является Эрак.